# Quod evidens est argumentum, liberum arbitrium esse merum mendacium
Quod evidens est argumentum, liberum arbitrium esse merum mendacium è un ammonimento/avvertimento - difficilmente fraintendibile - contenuto nel De servo arbitrio di Martin Lutero. 
L'artefice della Riforma protestante compose questo trattato - che venne pubblicato nel dicembre del 1525 - in risposta al De libero arbitrio di Erasmo da Rotterdam.
La locuzione in latino è programmatica rispetto al contenuto del lavoro di Lutero e all'intendimento di netta contrapposizione verso il concetto di libero arbitrio espresso da Erasmo (Arbitror esse aliquam liberi arbitrii vim). 
Infatti, suona pressappoco, nella traduzione in lingua italiana: "La qual cosa è prova evidente che il libero arbitrio è una mera menzogna". Il che ne fa un incipit quanto mai esplicito e ineludibile.

Nella sostanza, Lutero asseconda ed accompagna le parole di San Paolo (Tutti sono caduti): la ragione nell'uomo caduto è completamente cieca e vano è confidare nel libero arbitrio. Solo per volontà di Satana l'uomo crede di essere sano, forte, integro, libero. 